# タイヤチェーン

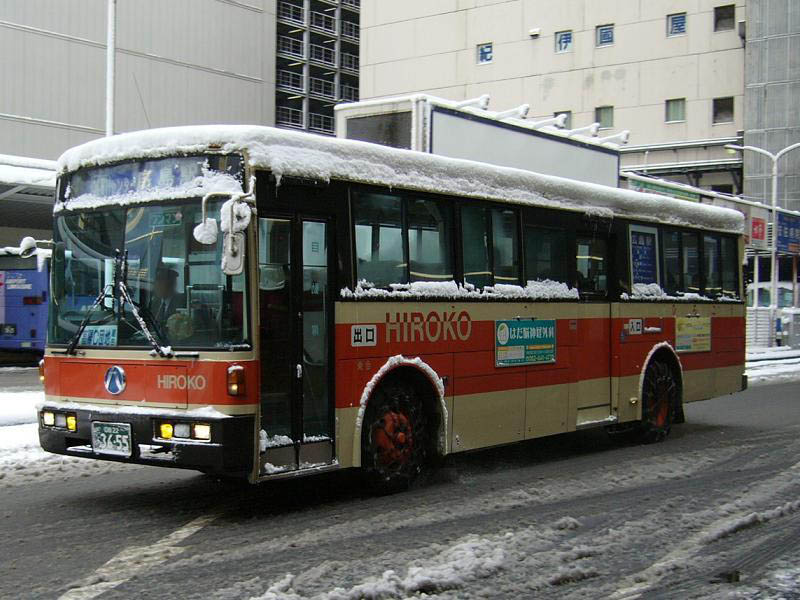
降雪期にチェーンを装着して走行する路線バス（広島交通）

タイヤチェーン（英: tire chains）もしくはスノーチェーン（英: snow chains）は、自動車やオートバイで積雪路や凍結路、泥濘地（でいねいち）を走行する際、タイヤの外周に装着する滑り止め用の器具。金属製チェーンと非金属製チェーンがある。

## 概要
タイヤチェーンは1904年にアメリカ合衆国のハリー・D・ウィード (Harry D. Weed) によって発明され、同年8月23日の米国特許に「Grip-Tread for Pneumatic Tires」として特許を取得した。特許番号は768495。ハリーのひ孫のジェームズ・ウィード (James Weed) によると、20世紀初頭では運転手が縄や植物のつるをタイヤに巻き、泥道や雪道における駆動力を確保することが一般的であったのを見て、それらよりも耐久性の高い金属チェーンをタイヤに巻くことを思いついたと伝えられている。

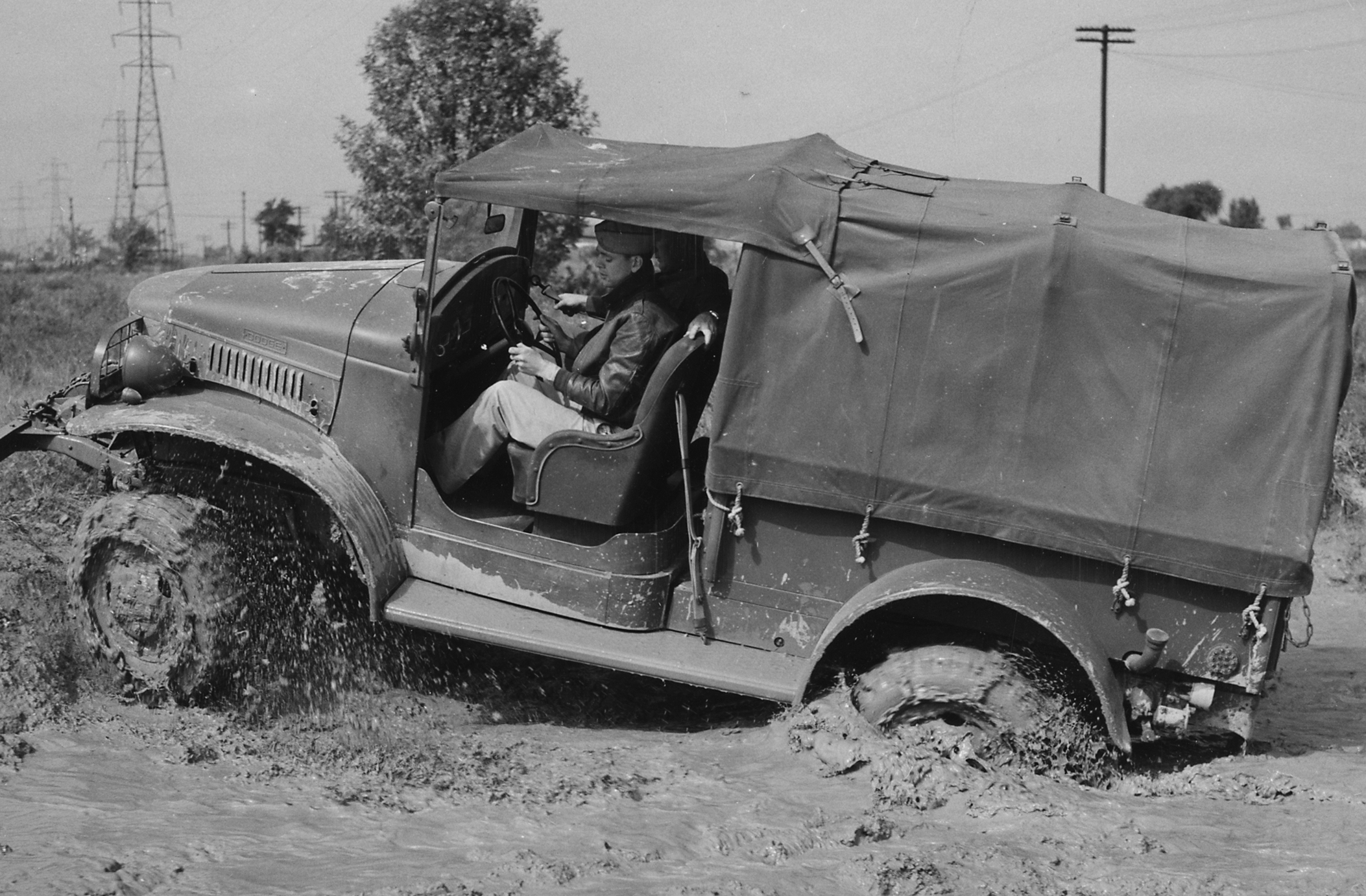
四輪駆動車で四輪にチェーンを巻いた例
（ダッジ・WC-4）

タイヤチェーンは駆動輪に装着して性能を発揮するものであり、前輪駆動車では前輪、後輪駆動車では後輪に装着する必要がある。四輪駆動車の場合は車種によって装着輪が異なる。四輪駆動車の前後どちらでも装着可能な場合は、前輪に装着することを勧める製品もある。
タイヤサイズに応じ、さまざまなサイズが用意されている。また、米国自動車技術者協会 (SAE) により、自動車の駆動輪の周囲の最小間隙に適合する冬用駆動補助装置を区分する、SAEクリアランス (SAE Clearance) が規定されている。SAEクリアランスは、タイヤトレッド（踏面）から最も近い障害物までの距離と、内側サイドウォールから最も近い障害物までの距離の両方で規定される。"W", "U" および "S" の3段階があり、適合するタイヤ周辺の間隙は "W" が最も大きく、"S" が最も小さい。
チェーンを装着していても、前輪駆動車の場合は旋回中だけでなく、直進中でも後輪が横滑りを起こしてスピンに陥る危険性があり、特に過度なエンジンブレーキや急制動で発生しやすい。後輪駆動車の場合は、旋回中や制動時に前輪が滑ってステアリング操作が効かなくなることがある。また、駆動力をかけすぎると、チェーンを装着した状態でも後輪がドリフトしてスピンする場合があるが、これは4輪すべてが夏タイヤの状態で駆動輪に装着した場合であり、基本的には4輪ともスタッドレスタイヤ、またはスノータイヤを履いたうえで駆動輪に巻くことが推奨されている。
各製品の説明書によると、最高速度は金属製のチェーンで30 km/h程度、非金属製（硬質ポリウレタンまたはゴム製）のチェーンで50 km/h程度に設定されている。また、取り付けの不備があったり、限度を超えて使用したりすると、チェーンが破損して車体を損傷させることもある。このように操縦性や安定性には制約を伴うが、一般的な自動車に大きな改造を施すことなく、駆動力の向上を図ることができる。
タイヤチェーンはスタッドレスタイヤ以上に積雪路での滑り止め効果が高いことから、雪が深く積もった状況ではスタッドレスタイヤに重ねての装着を要する場合もある。
スタック用
雪道などでタイヤが取られて身動きが取れなくなったスタックの際に、緊急脱出用具としてタイヤチェーンがまかれることがある 。

### 日本におけるタイヤチェーン

「タイヤチェーンを取り付けていない車両通行止め (310の3)」道路標識

日本の高速道路では「冬タイヤ規制」や「タイヤチェーン規制」が発表されることがある。「冬タイヤ規制」では冬用タイヤの全車輪装着もしくは夏タイヤでも駆動輪にタイヤチェーンを装着することが義務付けられており、夏用タイヤ単独の状態では走行できない。さらに「タイヤチェーン規制」の場合、いかなるタイヤでも駆動輪へタイヤチェーンを装着しないと走行できない。場所によっては高速道路や一般道路を問わず、道路標識「タイヤチェーンを取り付けていない車両通行止め」によってタイヤチェーンを装着しない車は一切通行できない交通規制が行われ、これらの規制にともなって全車輪冬用タイヤ装着、ならびにタイヤチェーンの携行・装着が必要となる場合がある。
「タイヤチェーンを取り付けていない車両通行止め」規制は2018年（平成30年）12月に国土交通省と警察庁によって、国内の一部の道路、特に過去に立ち往生が発生した勾配の大きい峠道やその付近のチェーン脱着場が整備されている場所を中心に、大雪時の交通麻痺を防ぐために大雪特別警報や大雪に対する緊急発表が行われるような降雪、あるいは降雪が予想される時に規制すると定められ、現在実施されている。
チェーンの脱着には自動車を停めて車外で作業を行う必要があり、路上や路肩で脱着作業を行うと、渋滞や事故の原因となる場合がある。こうした事故や渋滞の発生を防ぐため、積雪地域では国道や高速道路などにチェーン脱着場(チェーンベース)が設けられており、道の駅、サービスエリア、パーキングエリアがそれぞれチェーン脱着場を兼ねているところもある。
一方、関越自動車道の関越トンネルと東北中央自動車道の栗子トンネルは非金属製のチェーンのみ使用可能であり、金属製チェーンの使用は禁止されている。この場合、非金属製チェーンは日本自動車交通安全用品協会 (JASAA) の認定品であることが条件となる。
なお、車輪の周囲に十分な隙間が確保されていない車種ではサスペンションや車体に当たってしまうことから、タイヤチェーンが装着できず、冬用タイヤの全車輪装着が必要となる。
自衛隊の車両では夏期でもタイヤチェーンが携行されており、降雨時における演習場の悪路を走行する際に梯子形や亀甲形の金属製チェーンが装着される。自動車競技のうち、ラリーやクロスカントリー競技といった泥濘地を走行することがある競技では、冬期以外でも泥濘地での滑り止めとしてチェーンを活用する事例がある。

## 種類

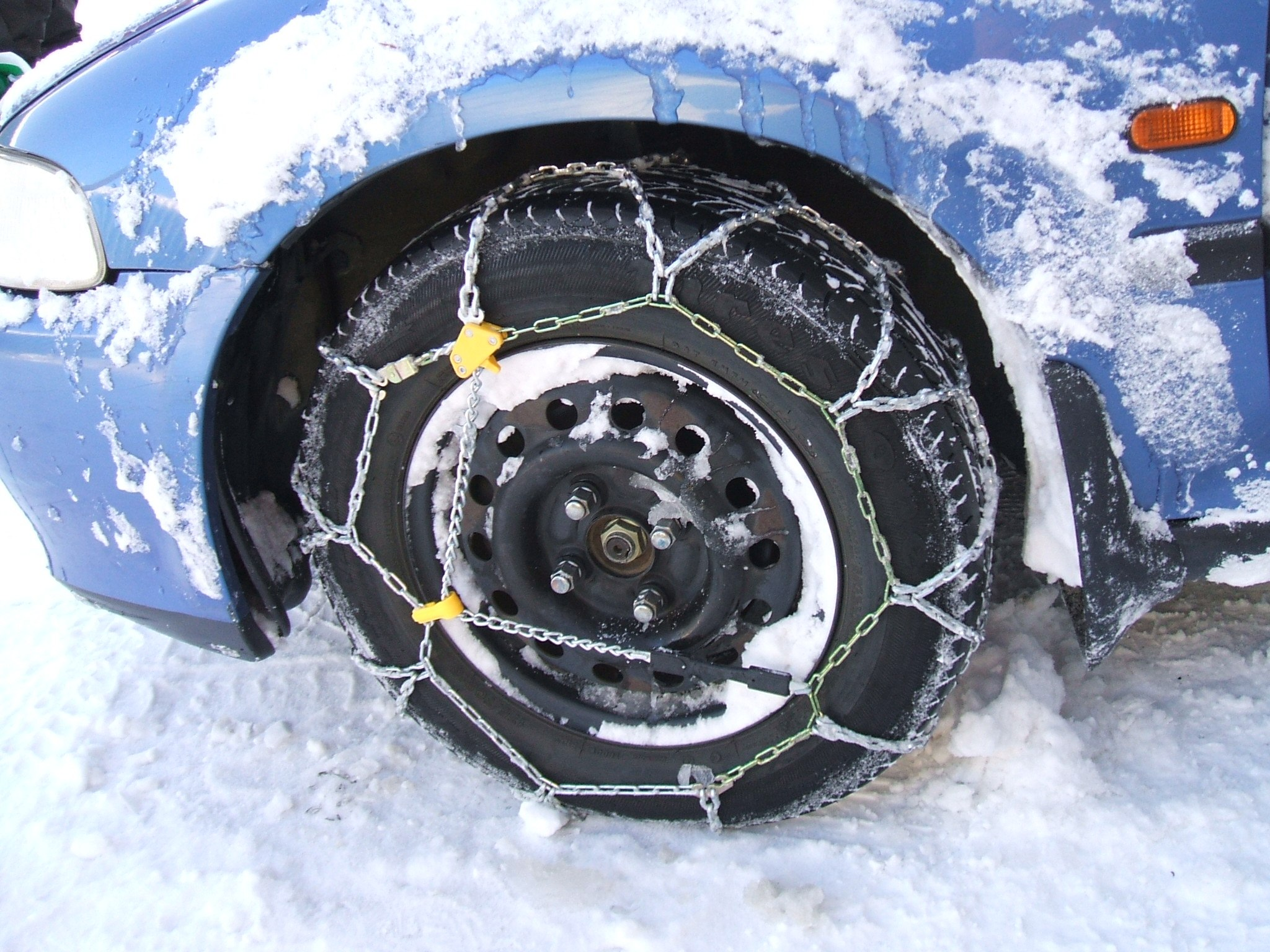
金属製（亀甲型）タイヤチェーン

### 金属チェーン
主に鋼鉄製。名称のとおり鎖を編状にしてタイヤを覆うもののほか、後述するスプリングやワイヤーなど、異なる形状の部材を使用するものもある。非金属チェーンよりも比較的安価だが、乗り心地では劣る。これは、太い鎖による大きな凹凸が車輪に付くためである。
ハシゴ型、ラダー型
鎖をハシゴ型につないだ構造である。前後方向のグリップ性能に優れる。ただし、接地部が進行方向に対して横に並んだ部材のみで構成されているため、他のタイプに比べると横滑りに弱い。なお、このタイプでは切れても補修できる補修部品が用意されている製品が多い。
亀甲型、リング型
ハシゴ型と同様に鎖を部材としているが、進行方向に対して縦方向と斜め方向を組み合わせて亀甲型の構造となっている。前後方向のみならず横方向のグリップ性能もよく、走破性に優れる。切れても補修できるものもあるが、相対的に重くなる。また、細くて強い合金を用いて乗り心地を向上させ、軽量化されている製品もある。これらの高機能の製品は、高価格となる。
スプリング型、ワイヤー型、ケーブル型
接地部を構成する部材により、スプリングチェーン、ワイヤーチェーン、ケーブルチェーンなどと呼称される。いずれの場合も、ハシゴ型に配置された製品がほとんどを占める。路面に接触する部材は鎖に比べると細く、走行性能や装着性能、乗り心地、耐久性、収納性が向上していると謳われている。補修パーツが存在しており、切れても補修が可能である。

### 非金属チェーン
合成樹脂やゴムを主要素材としたもの。接地部材の表面の硬度が低いことから、圧雪やアイスバーンへの食いつきは劣るが、これを補うために金属製のチップを接地面に配したものが多い。
ウレタン
接地部がウレタンで作られており、金属チェーンに比べると部材が細かい網目状に配置されている。タイヤの接地面を覆う割合が大きい形状のものほど振動を抑制でき、制動性能も高い。中には接地面を完全に覆う製品もあるが、装着の容易さでは劣る。逆に、接地面を断続的に覆う形状のものは簡単に装着できることを優先しているが、振動や制動性能では劣る。中には、タイヤ接地面の半分程度しか覆われておらず、チェーンの効果が小さい製品もある。折りたたみが十分にできないため、収納スペースを大きく取るが、パーツごとに分割できる製品もある。分割できる製品は、切れてしまった場合に部分的に補修できる場合がある。金属チェーンに比べ高価である。
ゴム
接地部がゴムで作られており、金属チェーンに比べると部材が細かい網目状に配置されている。多くの場合、厳しい圧雪（氷のように固い）以外では、総合的に優秀な性能を示す。タイヤの接地面全体を覆う形状のものがほとんどであるほか、ウレタンよりも柔らかいことから振動が少なく、イエティスノーネットなど救急車の装備として正式採用されている銘柄もある。装着作業性に関しては、タイヤに対して滑りにくく、低温で硬くなる性質もあるため、「かぶせるだけ」という単純な装着手順とはいえ、ある程度は腕力を必要とする面もある。面積が大きい分だけ、収納スペースを大きく取る。金属チェーンに比べ高価である。
布
タイヤソックもしくはオートソックとも呼称され、特殊な繊維で織られた布をタイヤの接地面全体に被せるものが主流である。比較的新しい種類であるが、大手自動車会社も純正品として取り扱いを始めている。他のタイプに比べると着脱が容易で、折りたたんでコンパクトに収納でき、騒音と振動も少ないという利点がある。また、非常に薄いため、他のタイプのチェーンを装着できない車種でも利用可能な場合がある。値段は金属チェーンより高くウレタンタイプに近いが、安価な製品も増えてきている。ただし、耐久性は他のタイプに比べて大幅に劣り、積雪に対するグリップでもやや劣る。特に、積雪のないアスファルト路面などを走ると、繊維を激しく傷めてしまう。一般には緊急時などに短期的に使用する用途向きであり、例年タイヤの滑り止めが必要な日数が多い地域での使用には向いていない。布チェーンには、チェーン規制時には現場係官の指示に従う旨の注意書きが添えられている。なお、ミシュラン「Easy Grip」など特殊繊維（アラミド）を用いたチェーンの中には、形状が「布」ではなく、ロープを網目状に組んだようなタイプ（形状はゴム製チェーンに酷似している）もある。こちらは「布」と違って金属パーツを備えており、その点でもゴム製チェーンに似ている。

### オートバイ用

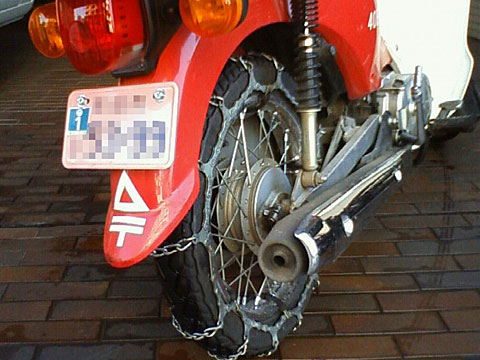
チェーンを装着した郵便配達用オートバイ

オートバイ用のタイヤチェーンも古くから製品化されており、郵便や新聞配達用のオートバイで広く用いられている。金属チェーンと接地面にスパイクを配した非金属チェーンがあり、いずれもハシゴ形である。